# Hrabia Jellicoe
Hrabiowie Jellicoe 1. kreacji (parostwo Zjednoczonego Królestwa)
- Dodatkowe tytuły: wicehrabia Jellicoe, wicehrabia Brocas
- 1925–1935: John Rushworth Jellicoe, 1. hrabia Jellicoe
- 1935–2007: George Patrick John Rushworth Jellicoe, 2. hrabia Jellicoe
- 2007 -: Patrick John Bernard Jellicoe, 3. hrabia Jellicoe